# Femu a Corsica
Femu a Corsica (en français : « Faisons la Corse ») est un parti politique autonomiste corse, constitué pour la première fois à l'occasion des élections territoriales de 2010, sous forme de coalition politique. Celle-ci se formalise officiellement lors du congrès fondateur du parti, à Corte, le 15 octobre 2017. Les trois composantes originelles de la coalition, Inseme per a Corsica, le Parti de la nation corse (PNC) et Chjama naziunale, y actent leur fusion ainsi que leur ouverture à de nouvelles organisations telles que le mouvement citoyen PUDEMU. Le chef de file du parti est Gilles Simeoni.
À la suite de la victoire de la liste Pè a Corsica (coalition Femu a Corsica - Corsica Libera) aux élections territoriales de 2017, Femu a Corsica obtient 28 des 63 sièges de l'Assemblée de Corse. Gilles Simeoni est renouvelé dans ses fonctions de président du conseil exécutif de Corse, qu'il occupe depuis 2015. Il est désormais chargé de la nouvelle Collectivité de Corse, collectivité territoriale unique née le 1er janvier 2018.

## Histoire

### Élections territoriales de 2010

#### Constitution de la liste
En novembre 2009, le parti Inseme per a Corsica (IPC) lance un appel aux autres forces politiques corses pour que les élections territoriales de 2010 soient « véritablement historiques », en permettant la formation d’une nouvelle majorité politique, « porteuse d’une véritable alternative au service de la Corse ».
En janvier 2010, un accord est trouvé entre les trois formations politiques : PNC, Inseme et Chjama naziunale. La liste est ouverte à I verdi corsi et à Via Prugressista, mais des divergences existent notamment sur l’élaboration de la liste. Ces deux derniers partis ne rejoindront pas finalement la coalition.

#### Déroulement de l'élection
Les nationalistes présentent, eux, deux listes. En effet, les nationalistes dits « modérés » de Gilles Simeoni et Jean-Christophe Angelini (prônant l'autonomie) ont voulu mener cette élection sans les nationalistes dits « radicaux » de Jean-Guy Talamoni (prônant l'indépendance), et refusant la stratégie d'union proposée par ces derniers. Ainsi, Gilles Simeoni mène la liste Femu a Corsica et Jean-Guy Talamoni est en tête d'une liste Corsica libera.
Le premier tour de l'élection est marqué par la progression électorale importante des nationalistes, la liste Femu a Corsica de Gilles Simeoni et Jean-Christophe Angelini se plaçant en seconde position avec 18,40 % des suffrages. Les indépendantistes de Corsica libera, menés par Jean-Guy Talamoni enregistrent eux aussi un bon score (9,36 %) leur permettant d'être présents au second tour,. En conséquence, les nationalistes modérés de  Femu a Corsica proposent un « contrat de mandature » aux nationalistes radicaux (indépendantistes de gauche), qui ne donnent pas suite. Le 16 mars 2010, deux jours après le premier tour, Femu a Corsica organise une réunion d'union, boudée par les nationalistes radicaux mais à laquelle participent certains indépendantistes.
Au second tour et pour la première fois depuis 1984, la Corse bascule à gauche. C'est la liste d'union de la gauche conduite par Paul Giacobbi qui arrive en tête avec 36,62 %. Elle est suivie par la liste Majorité présidentielle menée par Camille de Rocca Serra. Les nationalistes modérés de Gilles Simeoni et Jean-Christophe Angelini confirment un peu plus leur ancrage en se plaçant juste derrière la liste sortante avec 25,89 %. Les nationalistes radicaux arrivent en dernière position de ce scrutin avec 9,85 %. En nombre de sièges, la liste Femu a Corsica (Gilles Simeoni) obtient 11 sièges et devient le 3e groupe de l'assemblée.

### Élections cantonales de 2011
En Corse du Sud, Femu a Corsica présentent des candidats dans les cantons d'Ajaccio-3, de Bastelica, des Deux-Sevi (Antoine Versini obtient 42 % au 2e tour), de Porto-Vecchio (où Jean-Christophe Angelini est élu au 2e tour avec 53,72 %).

### Élections législatives de 2012
Femu a Corsica présente des candidats en Corse et se qualifie pour le second tour dans deux des quatre circonscriptions.
Hors de Corse, il est à noter que Femu a Corsica présente aussi un candidat aux élections législatives de 2012 dans la première circonscription des Alpes-Maritimes en alliance avec le Parti occitan.

### Élections départementales de 2015
En Haute-Corse, trois candidats de Femu a Corsica sont élus dans les cantons de Bastia 1, Bastia 2 et Bastia 3.

### Élections territoriales de 2015
Les nationalistes corses modérés de Femu a Corsica affirment, le 7 septembre 2015 à Corte (Haute-Corse), leur volonté de prendre le pouvoir lors des élections territoriales de 2015 en dialoguant avec des représentants de toutes les formations politiques insulaires. Ils acceptent ainsi la main tendue en août 2015 par Corsica libera en vue d'être majoritaires en 2015. Aussi, les deux listes fusionnent entre les deux tours, et parviennent à s'imposer comme la première force politique de l'île. Le 17 décembre, Gilles Simeoni est élu président du Conseil exécutif.

### Élections législatives de 2017
La coalition Pè a Corsica présente des candidats dans chacune des quatre circonscriptions de la Corse et obtient deux députés Femu a Corsica en Haute-Corse, Jean-Félix Acquaviva et Michel Castellani, tandis que Paul-André Colombani, du Parti de la nation corse est élu en Corse-du-Sud.

### Élections territoriales de 2017
Lors des élections territoriales de 2017, les partis Femu a Corsica et Corsica Libera font liste commune au sein de la coalition Pè a Corsica. Ils obtiennent 41 sièges sur 63.
Avec 18 élus, Femu a Corsica devient le principal groupe politique de l'Assemblée de Corse.
Le groupe est présidé par Hyacinthe Vanni qui est également vice-président de l'Assemblée de Corse.

### Élections sénatoriales de 2020
Femu a Corsica présente un candidat uniquement en Haute-Corse, Paulu Santu Parigi, maire de Santa-Lucia-di-Mercurio, qui est élu au deuxième tour.

### Élections législatives de 2022
Femu a Corsica est présent dans 3 circonscriptions sur 4 que compte la Corse ; les 2 députés sortants du parti sont réélus.
La première circonscription de Corse-du-Sud voit la défaite de Romain Colonna (battu avec 48,24 % des voix au second tour), mais une percée historique de Femu dans cette circonscription.
Dans la deuxième circonscription de Corse-du-Sud, Femu a Corsica ne présente pas de candidat et donne son soutien officiel au député autonomiste (PNC) sortant Paul-André Colombani, réélu avec 57,61 % des voix.
Dans la première circonscription de Haute-Corse, le député sortant, Michel Castellani, est réélu facilement (63,1 % des voix au second tour).
Enfin, dans la deuxième circonscription de Haute-Corse, Jean-Félix Acquaviva est réélu député avec seulement 156 voix de plus que son adversaire au second tour (50,23 %).

## Résultats électoraux

### Assemblée de Corse
| Année | 1er tour                | 1er tour                | 2e tour                 | 2e tour                 | Rang                    | Sièges  |
| Année | Voix                    | %                       | Voix                    | %                       | Rang                    | Sièges  |
| ----- | ----------------------- | ----------------------- | ----------------------- | ----------------------- | ----------------------- | ------- |
| 2010  | 24 057                  | 18,40                   | 37 224                  | 25,89                   | 3e                      | 11 / 51 |
| 2015  | 24 603                  | 17,62                   | 52 839                  | 35,34                   | 1er                     | 16 / 51 |
| 2017  | au sein de Pè a Corsica | au sein de Pè a Corsica | au sein de Pè a Corsica | au sein de Pè a Corsica | au sein de Pè a Corsica | 18 / 63 |
| 2021  | 39 246                  | 29,19                   | 55 548                  | 40,64                   | 1er                     | 32 / 63 |